# پراخووو
پراخووو (به صربی: Prahovo) یک منطقهٔ مسکونی در صربستان است که در نگوتین واقع شده‌است. پراخووو ۱٬۵۰۶ نفر جمعیت دارد.